# سونیک بلست
سونیک بلست (به انگلیسی: Sonic Blast) بازی ویدئویی پرشی پهلو-پیمایشی است که به‌خاطر استفادهٔ خود از سبک پیش رندری شناخته می‌شود.